# Giuseppe Bracci
Giuseppe Bracci (Roma, 1848 – Roma, 1907) è stato un attore teatrale italiano.

## Biografia
Giuseppe Bracci nacque a Roma nel 1848.
Fu un attore teatrale italiano, che incominciò la sua gavetta nelle formazioni di guitti, prima di essere scritturato dalla compagnia di Giovanni Emanuel, diventando così primo attore assieme a celebri attori quali Virginia Marini e Italia Vitaliani.
Nel biennio 1887-1888 lavorò con la Compagnia Nazionale, al fianco dei primi attori Graziosa Glech e Irma Gramatica.
Tra le sue interpretazioni più affermate si può menzionare Chamillac dello scrittore e drammaturgo francese Octave Feuillet.
Il suo repertorio si dimostrò di ampio respiro, dato che interpretò autori italiani e stranieri, tra i quali il drammaturgo, poeta e regista teatrale norvegese Henrik Ibsen (Hedda Gabler).
Giuseppe Bracci morì a Roma nel 1907.
Anche suo fratello Ignazio (-1927), di corporatura piccola e cicciottella, si dimostrò un buon caratterista comico in ruoli di "buffo barilotto", prevalentemente assieme a Dina Galli e Amerigo Guasti, acconto ai quali esordì nel 1907, ottenendo tre anni dopo il "nome in ditta".
Ignazio Bracci morì a Palermo nel 1927.

## Opere
- Chamillac di Octave Feuillet;
- Hedda Gabler di Henrik Ibsen.